# John A. Bateman
John Arnold Bateman (Londres, 1957) est un linguiste et sémioticien britannique connu pour ses recherches sur la génération du langage naturel et la multimodalité,. Bateman a travaillé à l'Université de Kyoto, à l'Institut des Sciences de l'Information de l'Université de Californie du Sud, au Centre National Allemand de Recherche sur les Technologies de l'Information, à l'Université de la Sarre et à l'Université de Stirling. Il est actuellement professeur de linguistique appliquée à l'anglais à l'Université de Brême, en Allemagne. 